# Карс (вилајет)
Карс (тур. Kars ili) је вилајет у Турској. Популација вилајета износи 25.066 становника. Административни центар вилајета је град Карс.